# Cua lông
Cua lông, tên khoa học Lauridromia dehaani, là một loài cua trong họ Dromiidae. Chúng có xuất xứ Biển Đỏ và phía tây Ấn Độ Dương-Thái Bình Dương. Loài cua này thường mang một miếng bọt biển trên mai để ngụy trang, và nếu không tìm được miếng bọt biển thích hợp thì chúng có thể thay bằng một bộ vỏ sò rỗng, một nhánh rong biển hoặc một mảnh san hô vụn.

## Mô tả
L. dehaani là một loài cua có mai (vỏ) hơi rộng hơn chiều dài, có ba chiếc răng nhọn trên mỏ (giữa hai mắt) và bốn chiếc răng trước bên ở một bên của vỏ. Ba chiếc răng trước bên đầu tiên nằm sát nhau và chiếc răng thứ tư cách xa nhau hơn. Mai có một lớp lông thô bao phủ và một số lông xù xì ở gần mép. Các chân đi nhẵn và mép trong của dactylus (đoạn thứ bảy) của cặp thứ hai và thứ ba có gai dài từ 16 đến 20 phút. Mép ngoài của chân đốt (đoạn thứ sáu) của chân thứ ba và thứ tư không có gai, mép trong của dactylus của chân thứ năm cũng không có gai. Những yếu tố này giúp phân biệt loài này với loài có quan hệ gần gũi Lauridromia intermedia.

## Phân bổ

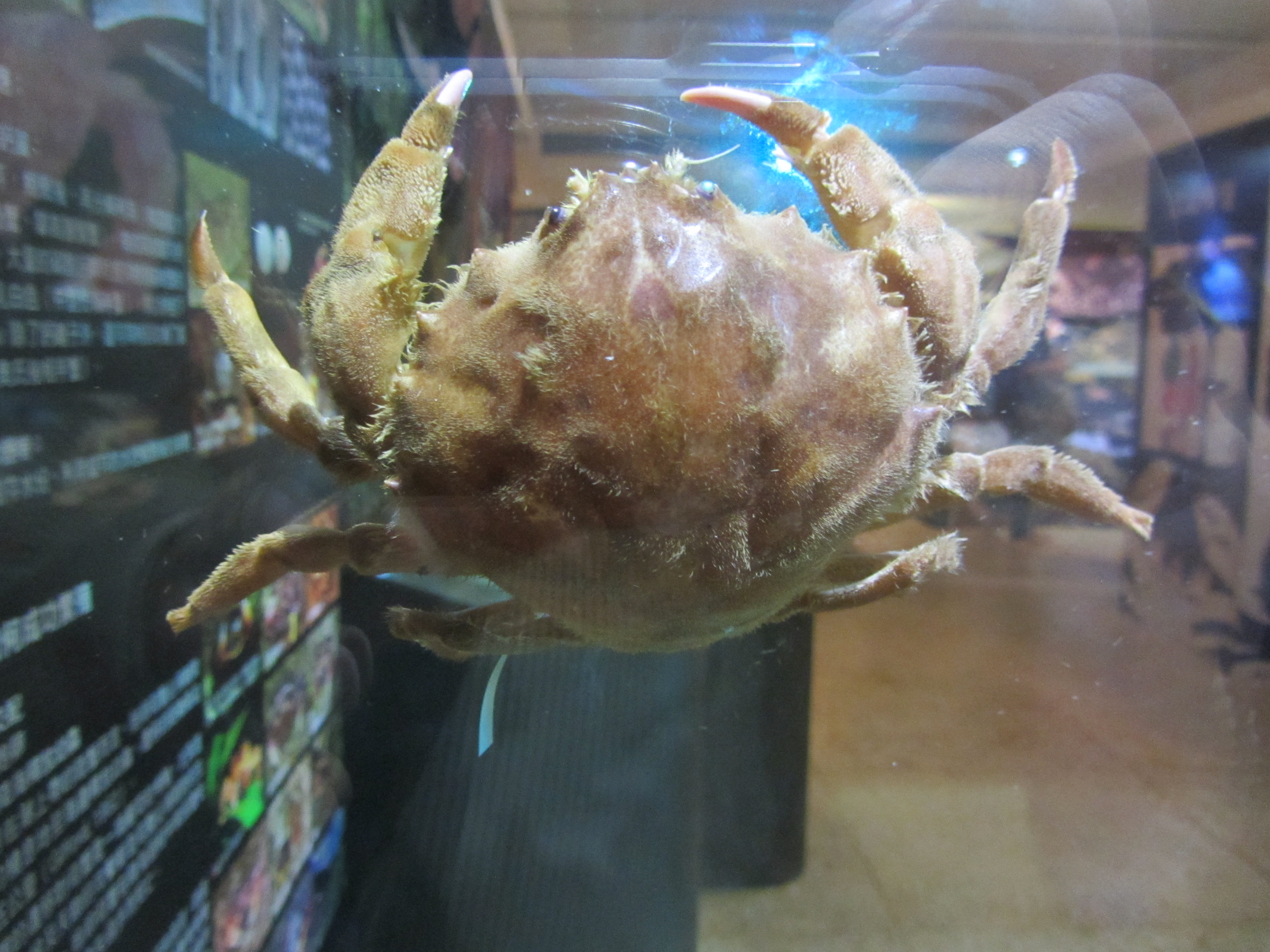
Mẫu vật bảo tàng

L. dehaani thường xuất hiện ở khu vực phía tây Ấn Độ Dương-Thái Bình Dương. Phạm vi sinh sống của chúng kéo dài từ Biển Đỏ, Mozambique và Nam Phi đến Ấn Độ, Nhật Bản, Quảng Đông và Đài Loan.

## Sinh thái học
L. dehaani có thể được tìm thấy ở trên các bãi bồi khi thủy triều xuống. Chúng ăn các mảnh tảo và thực vật khác. Thông thường, chúng sẽ tìm kiếm một miếng bọt biển, thường là một loài Suberites, và sử dụng nó để chelae của nó để ngụy trang mai của mình. Nếu không tìm được miếng bọt biển thích hợp, chúng có thể ăn trộm một ít từ con cua khác hoặc sử dụng vật liệu thay thế; một mảnh vỏ sò, một ít giẻ rách, một ít rong biển, lá cây hoặc rác. Nếu về sau tìm thấy một miếng bọt biển nào đó hoặc một vật liệu ngụy trang hấp dẫn hơn cái chúng đang dùng, chúng sẽ loại bỏ lớp ngụy trang cũ và chọn cái mới ưa thích hơn. Các nhà nghiên cứu đã chứng minh rằng con cua có trí nhớ không gian và có thể tìm đường quay trở lại nơi mà miếng bọt biển đã lấy ra khỏi nó trước đó. Trong một thí nghiệm khác, một con bạch tuộc dễ dàng phát hiện ra một con cua không được ngụy trang nhưng lại không thể xác định được một con được ngụy trang. Trong sự sắp xếp cộng sinh của cua với miếng bọt biển, vẫn chưa rõ miếng bọt biển thu được lợi ích gì, nếu có.